# SN 2005ju
SN 2005ju – supernowa typu Ia odkryta 28 października 2005 roku w galaktyce A023628+0030. W momencie odkrycia miała maksymalną jasność 22,50m.